# Zjednoczenie Łemków

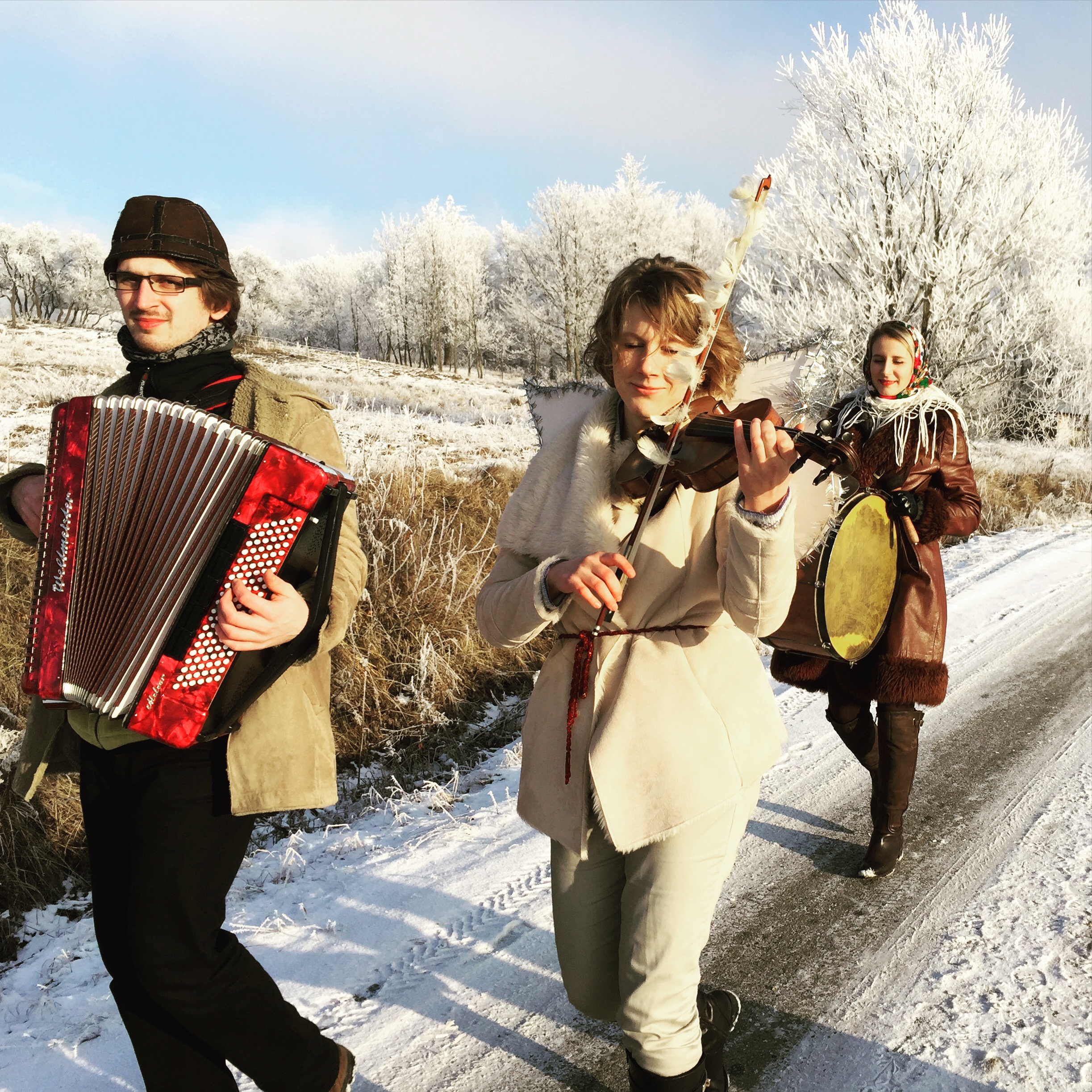
Kolędowanie zorganizowane przez Zjednoczenie Łemków w 2016 roku

Zjednoczenie Łemków – łemkowska organizacja społeczna zarejestrowana 30 marca 1990 roku w Gorlicach, obejmująca swoim działaniem teren całej Polski.

## Cele działania wg statutu
- Coroczna organizacja Święta Kultury Łemkowskiej – Łemkowska Watra w Zdyni[2]
- Krzewienie, popularyzacja oraz rozwój oświaty, kultury, sztuki i języka ojczystego.
- Reprezentacja zbiorowych i indywidualnych interesów społeczności łemkowskiej, w relacjach z władzami Polski, organami samorządu terytorialnego, administracji publicznej oraz przedstawicielami wszystkich krajów, w szczególności UE, Ukrainy i Polski.
- Wsparcie strategicznego partnerstwa Polski i Ukrainy.
- Występowanie do władz i instytucji państwa z postulatami, dotyczącymi potrzeb społecznych i bytowych, istotnych dla społeczności łemkowskiej, zamieszkałej na terenie Polski.

Obecnie organizacja prowadzi intensywne działania na rzecz zwrotu mienia, które zostało odebrane Łemkom podczas Akcji "Wisła" w 1947 roku. Ponadto zjednoczenie angażuje się w projekty integrujące młodzież łemkowską w ramach wspólnego kolędowania (w Polsce i na Słowacji) czy warsztatów filmowych, czego efektem są spoty promujące festiwal Łemkowska Watra w Zdyni.

## Realizacja celów następuje przez
- Organizowanie spotkań kulturalnych, takich jak: występy zespołów artystycznych, wieczorków literackich, przedstawień teatralnych, spotkań towarzyskich i zabaw tanecznych
- Promocja łemkowskiej sztuki w ramach projektu "Łemkowskie Jeruzalem"[4]
- Poszerzanie świadomości o tragicznych skutkach Akcji Wisła m.in. poprzez montaż pomników-drzwi w wysiedlonych wsiach[5]
- Organizowanie kursów oświatowych, konferencji naukowo-metodycznych i spotkań dyskusyjnych
- Inspirowanie nauki języka mniejszości w szkołach w rejonach, gdzie zamieszkuje ludność łemkowska
- Organizacja bibliotek, klubów, świetlic i czytelni
- Prowadzenie amatorskich zespołów artystycznych i kół zainteresowań
- Wydawanie okolicznościowych czasopism, periodyków, materiałów reklamowych i repertuarowych, wydawnictw literackich, publicystycznych, opracowań popularnonaukowych i naukowych, folderów
- Prowadzenie działalności gospodarczej w celu uzyskania środków na statutową działalność
- Organizowanie młodzieżowych obozów wypoczynkowych i rajdów turystycznych
- Coroczna organizacja Kiermesza w Olchowcu.
- Wydawanie Kwartalnika "Watra"
- Przy Zjednoczeniu Łemków działa dziecięcy zespół "Lemkiwskij perstenyk"

Przez wiele lat przewodniczącym Zjednoczenia był Stefan Hładyk, Stefan Kłapyk.
Przewodniczącym Zjednoczenia jest Grzegorz Trochanowski.